# Guram Kutateladze
Guram Kutateladze (gru.گرام کوتاکتلادز; ur. 8 stycznia 1992 w Tbilisi) – gruzińsko-szwedzki zawodnik mieszanych sztuk walki (MMA) wagi lekkiej. W latach 2020-2025 startował w największej federacji MMA na świecie UFC.

## Życiorys
Kutateladze urodził się w Tbilisi, w Gruzji, w 1992 roku. Z powodu trwającej wojny domowej w tym samym roku wraz z rodziną przeniósł się do Moskwy. W 2007 roku wrócili do Gruzji. W 2012 roku Guram przeniósł się do Szwecji, w której dostał pracę. W 2019 roku otrzymał szwedzkie obywatelstwo. Na co dzień mieszka i trenuje w Szwecji, ale w oktagonie nadal reprezentuje Gruzję.

## Kariera MMA

### Wczesna kariera
Kutateladze zaczął trenować jiu-jitsu w wieku pięciu lat. W mieszanych sztukach walki zadebiutował już w wieku 9 lat, kiedy wystartował w walce otwarcia pierwszych mistrzostw WAFC (World Absolute Fighting Championship) w Moskwie, gdzie walczył na pełnych zasadach MMA. Przegrał pojedynek, kiedy zranił się w ramię. Wydarzenie było kontrowersyjne, ponieważ na dużej gali rywalizowały dzieci na profesjonalnych zasadach MMA, a mecz stał się przedmiotem pewnej debaty. Był to też ostatni jak dotąd przypadek, kiedy dzieci mogły rywalizować w podobnych warunkach w Rosji. W późniejszym czasie rywalizował głównie w freestyle jiu-jitsu, sporcie, w którym później został dziewięciokrotnym mistrzem Rosji. W wieku dwunastu lat rozpoczął treningi boksu tajskiego, na którym następnie skupił się w wieku od 12 do 14 lat.
6 marca 2015 roku stoczył jednorazowy pojedynek dla polskiej organizacji Fight Exclusive Night. Podczas gali FEN 6: Showtime we wrocławskiej hali "Orbita" został poddany balachą w pierwszej rundzie przez Pawła Kiełka

### Brave CF
21 września 2018 roku zadebiutował w organizacji Brave Combat Federation, w walce z Erikiem Carlosem Silvą, którego pokonał jednogłośną decyzją sędziów.
15 listopada 2019 roku podczas Brave CF 29 Torres vs. Adur pokonał przez nokaut w pierwszej rundzie Brazylijczyka, Felipe Silvę.

### UFC
W debiucie dla amerykańskiego giganta zmierzył się z niepokonanym mistrzem KSW wagi piórkowej i lekkiej, Mateuszem Gamrotem, który również debiutował w UFC. Po wyrównanej walce wygrał niejednogłośną, kontrowersyjną decyzją sędziów. Po walce Kutateladze nie był zadowolony ze swojego występu. W wywiadzie po zwycięstwie zwrócił się do Gamrota mówiąc „To była twoja walka”. Pojedynek nagrodzono bonusem za walkę wieczoru.
18 czerwca 2022 podczas UFC on ESPN: Kattar vs. Emmett zmierzył się z byłym mistrzem M-1 Global w wadze lekkiej, Damirem Ismagułowem. Przegrał większościową decyzją sędziów. 
1 lipca 2023 na gali UFC Fight Night: Strickland vs. Magomedov nieoczekiwanie przegrał przez nokaut w trzeciej rundzie z Elvesem Brenerem.
Ponad rok później, podczas gali UFC Fight Night w Abu Zabi pokonał debiutującego w organizacji Jordana Vucenicia. Sędziowie orzekli jednogłośne zwycięstwo Kutateladze w stosunku 3 x 29-28.
22 marca 2025 podczas gali UFC Fight Night: Edwards vs. Brady w Londynie zmierzył się z Brazylijczykiem, Kauêm Fernandesem. Przegrał jednogłośną decyzją sędziów. Pod koniec kwietnia tego samego roku, Kutateladze został zwiolniony z największej organizacji MMA na świecie.

## Lista zawodowych walk w MMA
| Wynik     | Bilans | Przeciwnik (bilans przed walką) | Rozstrzygnięcie                             | Runda | Czas | Rozgrywki                                     | Data       | Miejsce     | Uwagi                                  |
| --------- | ------ | ------------------------------- | ------------------------------------------- | ----- | ---- | --------------------------------------------- | ---------- | ----------- | -------------------------------------- |
| Przegrana | 13-5   | Kauê Fernandes (9-2)            | Decyzja (jednogłośna)                       | 3     | 5:00 | UFC Fight Night: Edwards vs. Brady            | 22.03.2025 | Londyn      |                                        |
| Wygrana   | 13-4   | Jordan Vucenic (13-2)           | Decyzja (jednogłośna)                       | 3     | 5:00 | UFC Fight Night: Nurmagomedov vs. Sandhagen   | 03.08.2024 | Abu Zabi    |                                        |
| Przegrana | 12-4   | Elves Brener (14-3)             | TKO (ciosy pięściami)                       | 3     | 3:17 | UFC Fight Night: Strickland vs. Magomedov     | 01.07.2023 | Las Vegas   |                                        |
| Przegrana | 12-3   | Damir Ismagułow (23-1)          | Decyzja (niejednogłośna)                    | 3     | 5:00 | UFC Fight Night: Kattar vs. Emmett            | 18.06.2022 | Austin      |                                        |
| Wygrana   | 12-2   | Mateusz Gamrot (17-0)           | Decyzja (niejednogłośna)                    | 3     | 5:00 | UFC Fight Night: Ortega vs. The Korean Zombie | 17.10.2020 | Abu Zabi    | Debiut w UFC. Bonus za walkę wieczoru. |
| Wygrana   | 11-2   | Felipe Silva (9-2)              | KO (ciosy pięściami)                        | 1     | 0:44 | Brave CF 29                                   | 15.11.2019 | Madinat Isa |                                        |
| Wygrana   | 10-2   | Guilherme Cadena (23-14)        | TKO (przerwanie przez sędziego)             | 1     | 3:00 | Superior Challenge 18                         | 01.12.2018 | Sztokholm   |                                        |
| Wygrana   | 9-2    | Erick da Silva (22-5)           | Decyzja (jednogłośna)                       | 3     | 5:00 | Brave CF 16                                   | 21.09.2018 | Abu Zabi    |                                        |
| Wygrana   | 8-2    | Nicolas Joannes (17-13)         | TKO (ciosy pięściami)                       | 1     | 4:00 | Superior Challenge 17                         | 19.05.2018 | Sztokholm   |                                        |
| Wygrana   | 7-2    | Gocha Smoyan (11-5)             | KO (kolana)                                 | 2     | 3:23 | IRFA 10                                       | 17.09.2016 | Sztokholm   |                                        |
| Wygrana   | 6-2    | Arturo Chavez (7-2)             | Decyzja (jednogłośna)                       | 3     | 5:00 | Scandinavian Fight Nights 1                   | 04.06.2016 | Gmina Solna |                                        |
| Wygrana   | 5-2    | Joachim Tollefsen (2-0)         | Decyzja (jednogłośna)                       | 3     | 5:00 | IRFA 9                                        | 26.09.2015 | Gmina Solna |                                        |
| Wygrana   | 4-2    | Zsolt Fényes (5-8)              | TKO (ciosy pięściami w parterze)            | 3     | 2:30 | Austrian FC 1                                 | 20.06.2015 | Wiedeń      |                                        |
| Przegrana | 3-2    | Paweł Kiełek (5-0-1)            | Poddanie (balacha na kolano)                | 1     | 1:15 | FEN 6: Showtime                               | 06.03.2015 | Wrocław     | Debiut w FEN.                          |
| Przegrana | 3-1    | Oliver Enkamp (2-0)             | Decyzja (jednogłośna)                       | 3     | 5:00 | International Ring Fight Arena 6              | 05.04.2014 | Gmina Solna |                                        |
| Wygrana   | 3-0    | Jonathan Svensson (4-0)         | KO (ciosy pięściami)                        | 3     | N/A  | Heroes Fighting                               | 23.03.2013 | Halmstad    |                                        |
| Wygrana   | 2-0    | Erik Friberg (0-0)              | TKO (ciosy pięściami)                       | 2     | 2:36 | Fight for Change 2                            | 09.02.2013 | Oskarshamn  |                                        |
| Wygrana   | 1-0    | Dmitriy Izoria (0-0)            | Poddanie (dźwignia prosta na staw łokciowy) | 1     | N/A  | Mix Fight Georgia 2010                        | 15.05.2010 | Tbilisi     |                                        |